# Sloveense Volkspartij (historisch)
Sloveense Volkspartij is ook de naam van een politieke partij in Slovenië die op 27 november 1905 ontstond als opvolger van de Katholieke Volkspartij (Slovenië) (Katoliška narodna stranka), wier wortels tot rond 1892 terugreiken. De partij moest in 1945 Slovenië verlaten, maar werkte formeel voort in de emigratie. De partij verenigde zich in april 1992 met de Sloveense Christendemocraten (SKD), zodat de huidige Sloveense Volkspartij (op grond van de fusie met de SKD) rechtsopvolger van de oude Sloveense Volkspartij is. Haar belangrijkste leider was Anton Korošec.

## Bekende personen
- Janko Brejc
- Anton Korošec
- Janez Evangelist Krek
- Ivan Šušteršič
- Franc Schaubach